# Cáceres (Kolumbien)
Cáceres ist eine Gemeinde (Municipio) im Departamento Antioquia in Kolumbien. Cáceres wird als Capital Católica (Katholische Hauptstadt) der Subregion Bajo Cauca in Antioquia bezeichnet.

## Geographie
Cáceres liegt in der Subregion Bajo Cauca im Norden von Antioquia auf einer Höhe von 150 m ü. NN, 230 km von Medellín entfernt und hat eine Durchschnittstemperatur zwischen 28 und 35 °C. Cáceres liegt am Río Cauca. Die Gemeinde grenzt im Norden an Montelíbano und La Apartada im Departamento de Córdoba und an Caucasia, im Osten an Caucasia und Zaragoza, im Süden an Anorí und Tarazá und im Westen an Tarazá sowie an San José de Uré in Córdoba.

## Bevölkerung
Die Gemeinde Cáceres hat 31.309 Einwohner, von denen 7064 im städtischen Teil (cabecera municipal) der Gemeinde leben (Stand: 2022).

## Geschichte
Das Gebiet von Cáceres war vor der Ankunft der Spanier von den indigenen Völkern der Nutabes und Tahamíes besiedelt. Die offizielle spanische Gründung erfolgte 1576 durch Gaspar de Rodas unter dem Namen San Martín de Cáceres. Das Gebiet wurde in der Folge insbesondere von Goldsuchern besiedelt. Seit 1903 hat Cáceres den Status einer Gemeinde.

## Wirtschaft
Cáceres wird vom Río Cauca in einen wohlhabenden und einen weniger wohlhabenden Teil geteilt. Auf der rechten Flussseite wird insbesondere Landwirtschaft in Form von Subsistenzwirtschaft betrieben. Angebaut werden Mais, Maniok, Reis und Bananen. Die linke Flussseite ist wohlhabender und es dominieren die Gewinnung von Gold und Silber sowie der Handel.